# Kantongerecht Sliedrecht

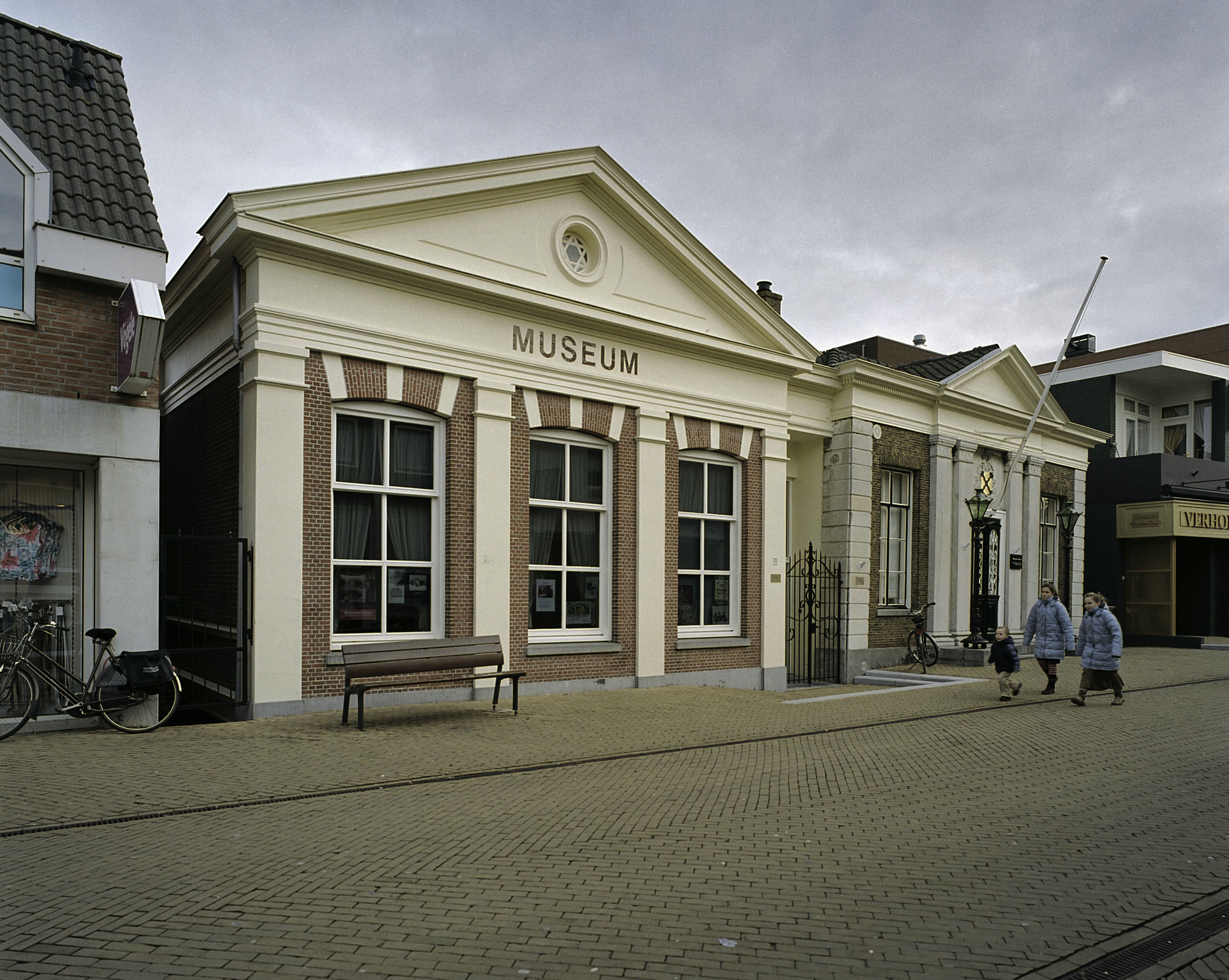
Het voormalige kantongerecht, thans museum

Het kantongerecht Sliedrecht was van 1838 tot 1934 een van de kantongerechten in Nederland. Bij de instelling in 1838 was Sliedrecht het tweede kanton van het arrondissement Gorinchem. Het gerecht kreeg in 1894 een eigen gebouw naast het gemeentehuis.